# Steve Avila
Esteban Avila (Arlington, Texas; 16 de octubre de 1999) más conocido como Steve Avila, es un jugador profesional estadounidense de fútbol americano, se desempeña en la posición de lineman en Los Angeles Rams, en la National Football League (NFL).

## Carrera
Hizo su debut profesional con el equipo Los Angeles Rams, lleva jugando una temporada, comenzó en el 2023.